# Microcausta cnemoptila
Microcausta cnemoptila là một loài bướm đêm trong họ Crambidae.